# Заповитненский сельский совет
Заповитненский сельский совет (укр. Заповітненська сільська рада) — входит в состав
Каменско-Днепровского района
Запорожской области
Украины.
Административный центр сельского совета находится в 
пос. Заповитное.

## История
- 1976 — дата образования.

## Населённые пункты совета
- пос. Заповитное
- с. Степовое